# Макаров, Вадим Вильевич
Вадим Вильевич Макаров (род. 27 августа 1966 года, Самарканд, Узбекская ССР) — российский военный деятель, генерал-майор. Герой Российской Федерации.

## Биография
Вадим Вильевич Макаров родился 27 августа 1966 года в Самарканде Узбекской ССР.
Окончил 8 классов средней школы и Казанское суворовское военное училище в 1983 году, после чего служил в Советской Армии.
В 1987 году окончил Ульяновское гвардейское высшее танковое командное училище.
Служил в Группе советских войск в Германии, Северо-Кавказском и Ленинградском военных округах. Командовал танковыми взводом и ротой. Участвовал в Карабахском конфликте.
В ходе первой чеченской войны капитан Вадим Вильевич Макаров с 20 апреля по 23 мая 1996 года командовал 83-м отдельным танковым батальоном, участвовавшим в рейдовых операциях совместно с частями армейского спецназа и ВДВ практически по всей территории Чечни и получившим прозвище «Чёрное крыло». В ходе боевых действиях батальон не потерял ни одного танка и ни одного танкиста.
В одном из боёв капитан Макаров получил осколочное ранение, но остался в батальоне, отказавшись от эвакуации.
Указом Президента Российской Федерации от 14 июня 1997 года за мужество и героизм, проявленные при выполнении специального задания, капитану Вадиму Вильевичу Макарову присвоено звание Героя Российской Федерации с вручением медали «Золотая Звезда» (№ 401).
С 1997 года Макаров служил в частях ВДВ в Ульяновске заместителем командира батальона по воспитательной работе.
В 2001 году окончил Общевойсковую Академию Вооружённых Сил.
В настоящее время работает в Генеральном Штабе Вооружённых Сил Российской Федерации и является членом Центрального штаба Общероссийского Общественного Движения «РОССИЯ».

## Награды
- Медаль «Золотая Звезда»;
- Орден Мужества;
- Медали.